# Bangai-O
Bangai-O (Bakuretsu Muteki Bangaioh! (爆裂無敵 バンガイオー)) est un jeu vidéo développé par Treasure et édité par Virgin Interactive en 1999 au japon puis sorti le 20 octobre 2000 en France. Il s'agit d'un shoot them up sorti à la fois sur Dreamcast et sur Nintendo 64. Une suite, Bangai-O Spirits, est sortie en 2008 sur DS.
Un remake du jeu en haute définition, titrée Bangai-O HD: Missile Fury, est sortie en 2011 sur Xbox Live Arcade.